# Thomas Ziegler

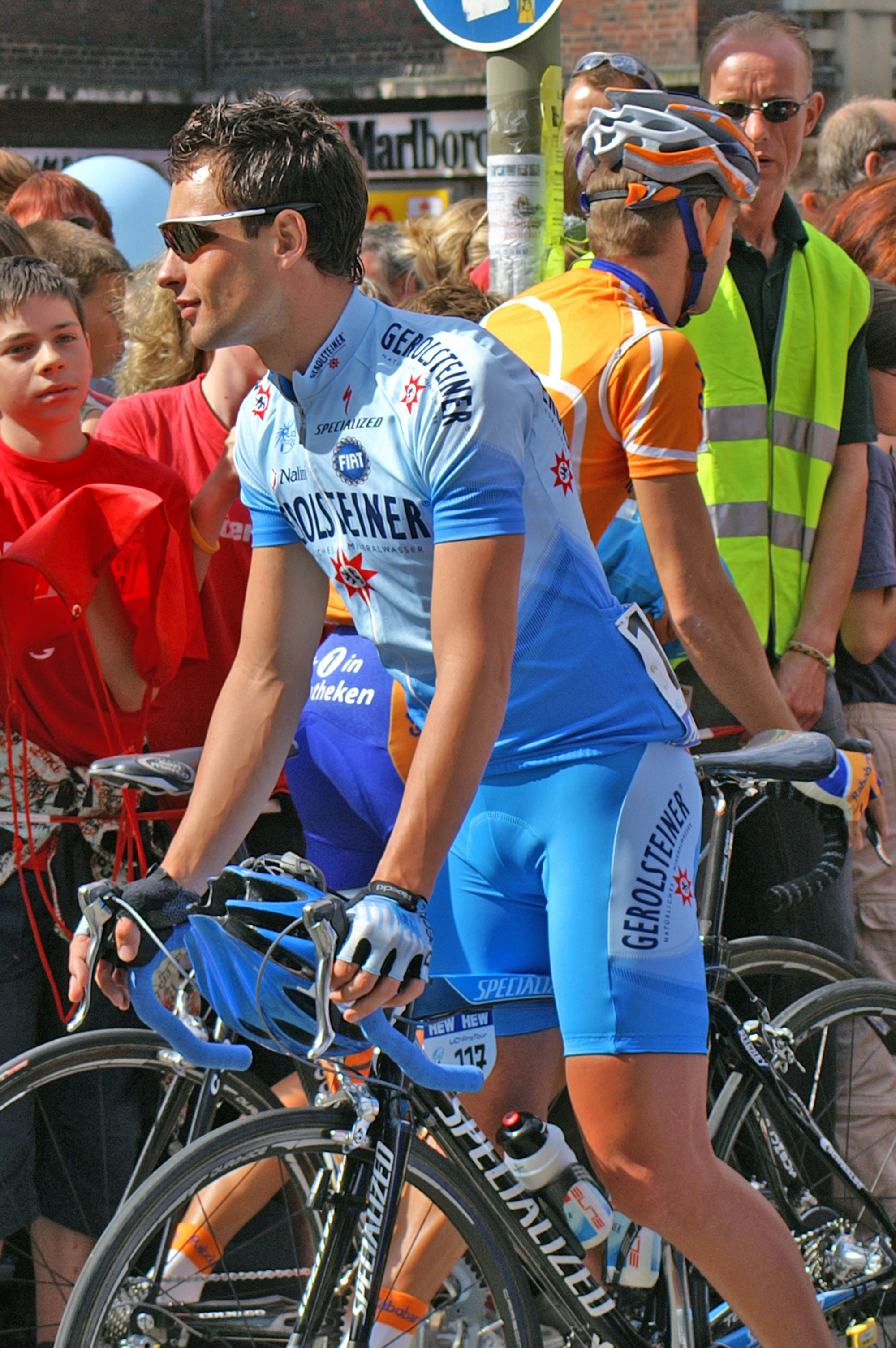
Thomas Ziegler

Thomas Ziegler, född 24 november 1980 i Arnstadt, var en tysk professionell tävlingscyklist. Han blev professionell 2003 med Team Wiesenhof. Ziegler tävlade mellan 2006 och 2007 för det tyska UCI ProTour-laget T-Mobile Team. Thomas Ziegler har tidigare tävlat för Gerolsteiner och Team Wiesenhof. Mellan 2000 och 2002 tävlade han för amatörstallet TEAG Köstritzer.
I början på 2008 berättade Ziegler att han skulle avsluta sin cykelkarriär och i stället öppna en cykelaffär i Hannover med Grischa Niermann och Roman Jördens, även de tävlingscyklist på hög nivå.
Ziegler tog sin enda professionella seger när han vann etapp 2 på Sachsen-Tour International 2005. Under säsongen 2003 vann han en etapp på Rapport Tour.
Under säsongen 2007 slutade han tvåa på etapp 3 av Sachsen-Tour International efter landsmannen Eric Baumann och på etapp 1 av Polen runt där hans stall T-Mobile Team slutade bakom Lampre-Fondital.

## Meriter
2002
Etapp 5, Thüringen-Rundfahrt (U23)
3:a, Tyska U23-mästerskapen - landsväg
3:a, Tyska U23-mästerskapen - tempolopp
2003
Etapp 6, Rapport Tour de Eden
2:a, etapp 3, Hessen Rundfahrt
3:a, etapp 5, Regio Tour International
2004
2:a, Giro della Provincia di Lucca
etapp 3, Giro della Provincia di Lucca
2:a, etapp 3, Paris-Nice
2:a, etapp 5, Rheinland-Pfalz Rundfahrt
2005
Etapp 2, Sachsen-Tour International
2:a, etapp 5, Sachsen-Tour International
2:a, Rund um Hainleite-Erfurt
2006
2:a, etapp 2, Rheinland-Pfalz Rundfahrt
2:a, etapp 3, Lemke-Nienburg
2:a, etapp 5, Post Danmark Rundt
3:a, etapp 4, Volta ao Algarve
3:a, Rheinland-Pfalz Rundfahrt
3:a, etapp 2, Lemke-Nienburg
3:a, Post Danmark Rundt
etapp 2, Post Danmark Rundt
2007
2:a, etapp 3, Sachsen-Tour International
2:a, etapp 1, Polen runt
3:a, etapp 2, Österrike runt

## Stall
- 2000-2002 TEAG Köstritzer
- 2003 Team Wiesenhof
- 2004-2005 Gerolsteiner
- 2006-2007 T-Mobile Team